# Gesetz über die freiwillige Kastration und andere Behandlungsmethoden
Das deutsche Gesetz über die freiwillige Kastration und andere Behandlungsmethoden ist ein strafrechtliches Nebengesetz. Es regelt die Voraussetzungen, unter denen eine Kastration an einem Mann, die sich gegen einen abnormen Geschlechtstrieb richtet, zulässig ist. Es sollte bei seiner Einführung die freiwillige Kastration und verwandte Behandlungsmethoden auf eine eindeutige und einheitliche rechtliche Grundlage stellen.

## Entstehungsgeschichte
§ 42 k des Strafgesetzbuches erlaubte seit dem 1. Januar 1934 die „Entmannung gefährlicher Sittlichkeitsverbrechern“ als Maßregel der Besserung und Sicherung. Diese Vorschrift wurde mit Art. 1 des Kontrollratsgesetzes Nr. 11 aufgehoben.
Auch nach Ende der NS-Herrschaft galt jedoch in den meisten deutschen Ländern noch § 14 Abs. 2 des Gesetzes zur Verhütung erbkranken Nachwuchses, der die Entfernung der Keimdrüsen mit Einwilligung des Mannes erlaubte, um ihn „von einem entarteten Geschlechtstrieb zu befreien“, der die Begehung weiterer Sexual- oder Körperverletzungsdelikte befürchten ließ. In Bayern, Hessen, Nordbaden und Nordwürttemberg, wo diese Vorschrift über die freiwillige Kastration aufgehoben worden waren, galt § 226a StGB.  Wer eine Körperverletzung mit Einwilligung des Verletzten vornahm, handelte nur dann rechtswidrig, wenn die Tat trotz der Einwilligung gegen die guten Sitten verstieß. Der Bundesgerichtshof wollte freiwillige Kastration in jedem Fall als ein Mittel zur Behandlung eines — im juristischen Sinne aufgefassten — krankhaften Zustandes verstanden wissen.
Im Ergebnis wurde die freiwillige Kastration ganz überwiegend für zulässig gehalten.

## Inhalt
Das Gesetz wendet sich insbesondere an Sexualstraftäter.
Eine Kastration ist im Sinne des Gesetzes eine gegen die Auswirkungen eines abnormen Geschlechtstriebs gerichtete Behandlung, bei der die Keimdrüsen eines Mannes operativ entfernt (Orchiektomie) oder dauernd funktionsunfähig gemacht werden (§ 1 KastrG). 
Wann ein abnormer Geschlechtstrieb im Sinne dieser Vorschriften anzunehmen ist, lässt sich nicht generell sagen. Die Bejahung oder Verneinung des Merkmals hängt nach der Antwort der Bundesregierung auf eine Kleine Anfrage von den jeweiligen Gegebenheiten des Einzelfalles ab.
Voraussetzung für eine nicht als Körperverletzung strafbare Kastration durch einen Arzt ist, dass
1. der Betroffene einwilligt,
2. die Behandlung nach den Erkenntnissen der medizinischen Wissenschaft angezeigt ist, um bei dem Betroffenen schwerwiegende Krankheiten, seelische Störungen oder Leiden, die mit seinem abnormen Geschlechtstrieb zusammenhängen, zu verhüten, zu heilen oder zu lindern oder bei dem Betroffenen ein abnormer Geschlechtstrieb gegeben ist, der die Begehung bestimmter Sexualstraftaten erwarten lässt, und die Kastration nach den Erkenntnissen der medizinischen Wissenschaft angezeigt ist, um dieser Gefahr zu begegnen und damit dem Betroffenen bei seiner künftigen Lebensführung zu helfen,
3. der Betroffene das fünfundzwanzigste Lebensjahr vollendet hat,
4. für ihn körperlich oder seelisch durch die Kastration keine Nachteile zu erwarten sind, die zu dem mit der Behandlung angestrebten Erfolg außer Verhältnis stehen, und
5. die Behandlung nach den Erkenntnissen der medizinischen Wissenschaft vorgenommen wird (§ 2 KastrG).

Das Vorliegen dieser Voraussetzungen muss eine Gutachterstelle bestätigen (§ 5 KastrG). Deren Errichtung ist landesgesetzlich geregelt und erfolgt zumeist bei den Landesärztekammern.
Die Einwilligung ist nur wirksam, wenn der Betroffene vorher über Grund, Bedeutung und Nachwirkungen der Kastration, über andere in Betracht kommende Behandlungsmöglichkeiten sowie über sonstige Umstände aufgeklärt worden ist (§ 3 Abs. 1 KastrG). Eine Zwangskastration ist unzulässig und würde gegen das Grundrecht der Menschenwürde aus Art. 1 Abs. 1 GG und der körperlichen Unversehrtheit aus Art. 2 Abs. 2 GG verstoßen. Kann der Betroffene (z. B. wegen geistiger Behinderung) Grund und Bedeutung der Kastration nicht voll einzusehen und seinen Willen hiernach bestimmen, muss er wenigstens verstanden haben, welche unmittelbaren Folgen eine Kastration hat. Außerdem muss er einen Betreuer erhalten, der nach Aufklärung und Genehmigung des Betreuungsgerichts in die Behandlung einwilligt (§ 3 Abs. 3, § 6 KastrG). Um eine lebensbedrohende Krankheit zu verhüten, zu heilen oder zu lindern, ist eine Kastration auch dann zulässig, wenn der Betroffene das fünfundzwanzigste Lebensjahr noch nicht vollendet hat (§ 3 Abs. 4 Satz 2 KastrG).
Die tatsächliche Freiwilligkeit ist zugleich der Kernpunkt der Kritik, wenn der Täter nur dadurch die Haftzeit verkürzen und eine anschließende lebenslange Sicherungsverwahrung vermeiden kann.
§ 14 Abs. 2 des Gesetzes zur Verhütung erbkranken Nachwuchses wurde aufgehoben.
Die praktisch am relevantesten sog. chemische Kastration durch die Gabe von Antiandrogenen ist reversibel und erfolgt nicht zur Ausschaltung der Fortpflanzungsfähigkeit, sondern zur  medikamentösen Behandlung eines als pathologisch erachteten Sexualtriebs mit dem Ziel, diesen zu mindern (§ 4 Abs. 1 KastrG). Diagnose und Therapie werden in den Leitlinien der Deutschen Gesellschaft für Psychiatrie, Psychotherapie und Nervenheilkunde und der  Deutschen Gesellschaft für Sexualforschung beschrieben, die sich wiederum auf die Leitlinie der World Federation of Societies of Biological Psychiatry beziehen. Diese Methode kommt beispielsweise bei der Aussetzung des Straf- bzw. Maßregelvollzugs zur Bewährung in Betracht, üblicherweise für einen Zeitraum von fünf Jahren.